# 장현국
장현국(張賢國, 1963년 5월 5일 ~ )은 대한민국 경기도의회 의장이다.

## 학력
- 수원영화초등학교
- 고입 검정고시
- 화성비봉고등학교
- 경기과학기술대학교
- 숭실대학교 경영학 학사 졸업
- 아주대학교 공공정책 대학원 수료

## 경력
- 한국노총 수원지역지부 의장
- 2010.07 ~ 2014.06: 제8대 경기도의회 의원
- 2014.07 ~ 2018.06: 제9대 경기도의회 의원
- 2018.07 ~ 2022.06: 제10대 경기도의회 의원
- 2020.07 ~ 2022.06: 제10대 경기도의회 후반기 의장
- 2020.09 ~ 2022.06: 제17대 전국시도의회의장협의회 전반기 정책위원
- 2020 ~ : 더불어민주당 참좋은지방정부위원회 상임위원
- 2021 ~ : 더불어민주당 대외협력위원회 부위원장

## 역대 선거 결과
|  | 37.35% |

|  | 46.01% |

|  | 65.02% |